# Mayadin (okrug)
Okrug Mayadin je okrug u sirijskoj pokrajini Deir ez-Zor. Po popisu iz 2004. (prije rata), okrug je imao 247.171 stanovnika. Administrativno sjedište je u naselju Mayadin.

## Nahije
Okrug je podijeljen u nahije (broj stanovnika se odnosi na popis iz 2004.):
- Mayadin, 86.091 stanovnika
- Diban, 65.079 stanovnika
- Al-Asharah, 96.001 stanovnika